# Bleasdale Timber Circle

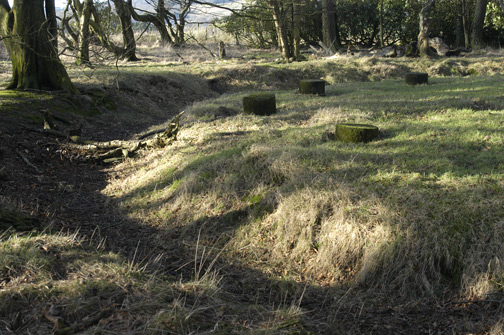
Bleasdale Circle

Der Bleasdale Timber Circle (deutsch „Pfostenkreis von Bleasdale“) ist ein Timber Circle. Er liegt mit seiner Einhegung im Moor auf privatem Land nordöstlich des Ortes Bleasdale am Fuße des Fair Snape Fell (im Nordwesten) und des Bleasdale Fell (im Südwesten) bei Lancaster in Lancashire in England. Der Timber Circle entstand in der Bronzezeit (um 1700 v. Chr.) und wurde 1898 entdeckt, ausgegraben und beschrieben.
Der kleine Kreis aus Holzpfosten und einem äußeren Graben, mit hufeisenförmigen Querschnitt und Zugang im Osten, bestand aus 11 Holzpfosten, die eine ovale Fläche von etwa 10,8 m Durchmesser umschlossen. In der Mitte befand sich ein kleiner Hügel. Im Inneren des Hügels befand sich ein Grab, das zwei Urnen mit menschlichen Knochen und Asche enthielt. Eine Prüfung der Inhalte belegte, dass die Leichen in Leinen gewickelt und auf dem Scheiterhaufen verbrannt wurden. Ein kleines Gefäß in einer der Urnen kann Essen oder Trinken für das Jenseits enthalten haben. Der Zugang geht in einen von Pfosten flankierten Weg über, der zum Rand der Einfriedung führt. Das hengeartige Gebilde liegt exzentrisch in einer etwa 40 × 50 m messenden ovalen Einhegung aus eng gesetzten Pfosten und einem etwa im Süden gelegenen Zugang. 
Der Kreis, dessen Pfosten heute mittels Beton markiert sind, ist ggf. etwas älter als die Einfriedung. Für die Gesamtanlage wird eine rituelle Funktion angenommen. Birkenpfähle im Graben und seine Form sowie die Relation zwischen den beiden Kreisen machen Blaesdale in England einmalig. In der Form kommt die ebenfalls exzentrische irische Anlage von Navan Fort der Anordnung der Kreise am Nächsten. 